# بلوچ‌های دور از وطن
بلوچ‌های دور از وطن (بلوچی: جلا وطن) به آن دسته از مردم بلوچ اطلاق می‌شود که از سرزمین و وطن اصلی خود یعنی بلوچستان شامل ایالت بلوچستان در غرب پاکستان، جنوب و جنوب شرق ایران و جنوب غرب افغانستان بنابر دلایل مختلف مجبور به مهاجرت به سایر نقاط خارج از این محدوده شده‌اند.

سرزمینی که توسط بلوچ‌ها از آن تحت عنوان وطن مادری یاد می‌شود شامل ایالت بلوچستان پاکستان که منطقه وسیعی از خاک کشور پاکستان را شامل می‌شود و با دربر گرفتن حدود ۴۴٪ از خاک پاکستان از آن به عنوان بزرگ‌ترین ایالت این کشور یاد می‌شود، همچنین مناطقی در جنوب و جنوب شرق ایران شامل استان سیستان و بلوچستان که از لحاظ وسعت دومین استان پهناور ایران به حساب می‌آید و قسمت‌هایی از مناطق شرقی و جنوب شرقی استان کرمان و مناطقی در شرق استان هرمزگان است و شمال این منطقه نیز مناطق جنوب غربی افغانستان؛ مشخصا ولایت نیمروز و بخش‌هایی از جنوب خراسان جنوبی را در بر می‌گیرد.
آمار دقیقی از کل جمعیت این گروه از بلوچ‌ها که بتوان به آن استناد کرد موجود نیست اما می‌توان تخمین زد که جمعیت آنها برابر یا حتی شاید بیش از جمعیت بلوچ‌های خطه بلوچستان باشد.
از مناطق خارج از بلوچستان که در آن جمعیت قابل توجهی از بلوچ‌ها به آن مهاجرت کرده و سکنی گزیده‌اند می‌توان به دو ایالت پنجاب و سند در کشور پاکستان، کشور هند و همچنین کشور عمان و به‌طور کلی مجموعه کشورهای حوزه خلیج فارس مانند امارات، قطر، بحرین، کویت و عربستان سعودی اشاره کرد.
از دیگر مناطقی که جمعیت قابل توجهی از بلوچ‌ها در آن ساکن اند می‌توان به بلوچ‌های خراسان و همچنین بلوچ‌های ساکن استان گلستان در شمال ایران و بلوچ‌های ساکن استان فارس اشاره نمود.
جمعیت شایان ذکری از بلوچ‌ها نیز در حوالی مرو در ترکمنستان در آسیای مرکزی و کشور سومالی و تانزانیا در شرق قاره آفریقا ساکن اند.

## بلوچ‌های پنجاب
بلوچ‌های ایالت پنجاب کشور پاکستان درصد قابل توجهی از جمعیت این ایالت و همچنین کل جمعیت بلوچ‌های جهان را تشکیل می‌دهند. جمعیت افراد بلوچ ساکن در این ایالت حدود ۱۰ تا ۱۲ میلیون نفر تخمین زده می‌شود.
بلوچ‌های قسمت‌های جنوبی پنجاب که با ایالت بلوچستان همجوار اند بعضاً به زبان سرائیکی نیز سخن می‌گویند.
در رابطه با سابقه حضور بلوچ‌ها در این ایالت طبق تحقیقات پروفسور اختر بلوچ از اساتید دانشگاه کراچی جمعیت بزرگی از بلوچ‌ها طی رخداد عصر یخبندان کوچک به اجبار از بلوچستان به سمت سرزمین‌های شرقی و شمال شرقی این خطه مانند پنجاب و سند کوچیده‌اند. عصر یخبندان کوچک نامیست که به یک دوره زمانی که قسمت‌هایی از کره زمین شاهد تغییرات گسترده آب و هوایی بوده‌است و از قرن شانزده تا نوزده میلادی یا حدود چهارده تا نوزده میلادی ادامه داشته‌است اطلاق می‌شود.

### افراد سرشناس
- قرة العین بلوچ (خواننده)
- منیبه مزاری (فعال اجتماعی)
- بلخ شیر مزاری (سیاستمدار)
- عثمان احمد خان بزدار (سیاستمدار)
- فاتح محمد خان بزدار (سیاستمدار)

## بلوچ‌های سند
بلوچ‌های سند همچنین شناخته شده تحت عنوان سندی-بلوچ
(سندی: سنڌی ٻروچ، بلوچی: سندهی بلۏچ، اردو: سندھی بلوچ) نامیست که به مردم بلوچ ساکن ایالت سند پاکستان اطلاق می‌شود.
جمعیت این گروه از بلوچ‌ها را حدود ۳۰٪ از کل جمعیت ایالت سند برآورد می‌کنند.
طبق تحقیقات پروفسور اختر بلوچ از اساتید دانشگاه کراچی جمعیت عظیمی از بلوچ‌ها طی رخداد عصر یخبندان کوچک به دلیل پایین بودن بیش از حد دمای هوا و مشکلات پیش آمده ناشی از آن در این دوران به اجبار از بلوچستان به سمت سرزمین‌های شرقی و شمال شرقی این خطه مانند پنجاب و سند کوچیده‌اند.
شایان ذکر است برای مدت‌ها در سند پادشاهی مستقلی تحت عنوان سلطنت تالپور برقرار بوده‌است و افرادی از خاندان تالپور که از مشهورترین خاندان‌ها و اقوام بلوچ ساکن سند هستند به عنوان پادشاه بر این سامان حکومت می‌کردند.

### افراد سرشناس
- صنم بلوچ (بازیگر و مجری)
- آصف علی زرداری (سیاستمدار)
- فریال تالپور
- بلاول بوتو زرداری (سیاستمدار)
- ناز بلوچ (سیاستمدار)
- شازیه خشک (خواننده)
- یوسف خشک (ادیب)
- نبی بخش خان بلوچ (سیاستمدار)
- خالد احمد خان لوند (سیاستمدار)
- برهان چاندیو (سیاستمدار)
- کلثوم اختر چاندیو (سیاستمدار)
- مولا بخش چاندیو (سیاستمدار)
- نواب غیبی سردار خان چاندیو (سیاستمدار)
- غلام مصطفی جاتوئی (سیاستمدار)
- آفتاب شعبان می‌رانی (سیاستمدار)
- رفیق احمد جمالی (سیاستمدار)
- نبیل گبول (سیاستمدار)
- لیاقت علی جاتوئی (سیاستمدار)
- غلام مرتضی جاتوئی (سیاستمدار)
- نادر علی خان مگسی (سیاستمدار)

## بلوچ‌های عمان
نوشتار اصلی:بلوچ‌های عمان
بلوچ‌ها یا بلوش یک سوم از بومیان عمان را تشکیل می‌دهند و پس از عرب‌های عمان دومین گروه قومی بزرگ این کشور بحساب می‌آیند. در طول قرون اخیر همیشه بخش اعظمی از سپاه و نیروهای نظامی عمان را بلوچ‌ها تشکیل می‌داده‌اند.
با توجه به سابقه بسیار طولانی حضور بلوچ‌ها در سلطنت عمان بلوچ‌های ساکن عمان از گروه‌های قومی شاخص و به رسمیت شناخته شدهٔ بومی این کشور به‌شمار می‌روند. طبق پژوهش‌ها ۳ طبقه‌بندی بزرگ جمعیت بومی عمان شامل نژاد عرب، بلوچ و آفریقایی می‌باشند که به زبانهای عربی، بلوچی و سواحیلی صحبت می‌کنند.

### تاریخچه روابط بلوچستان و عمان
در دوران اوج قدرت خاندان‌های سلطنتی آل سعید و آل یعرب در عمان سرزمین‌های بسیاری در غرب آسیا و شرق آفریقا تحت سیطره حکومت عمان قرار داشتند.
تا جایی که در آسیا مرزهای عمان قسمت‌هایی از جنوب بلوچستان و مشخصا بخشی از نوار ساحلی مکران را در بر می‌گرفت. روابط بلوچ‌ها با عمان به چند قرن اخیر محدود نمی‌شود و شواهد تاریخی بسیاری مبنی بر وجود ارتباطات عمیق بین بلوچستان و عمان یافت شده‌است. به‌طور مثال ظروف سرامیکی یافت شده در مناطق رأس الجنز ورأس الحد عمان در سال ۱۹۸۱ که بر روی آن نوشته‌هایی با سیستم نوشتاری هاراپا حک شده بود حاکی از کهن بودن رابطه جوامع بلوچ با مردم عمان است.
سیستم نوشتاری هاراپا مربوط به مردمان تمدن دره سند است. طبق شواهد و آثار یافت شده در نقاط بسیاری از بلوچستان در ایران و پاکستان می‌توان دریافت که تمدن دره سند بخش بزرگی از بلوچستان را در بر می‌گرفته‌است.
گروهی از مورخان بر این باوراند که بلوچ‌ها در اوان ظهور اسلام در حدود ۱۴۰۰ سال پیش به عمان مهاجرت کرده‌اند. همچنین جهانگردان اروپایی که طی قرون ۱۶ و ۱۷ میلادی از عمان بازدید کرده‌اند به حضور برخی از اقوام و جوامع بلوچ که معتقد بوده‌اند از قرن‌ها قبل در عمان ساکن اند در آن زمان اشاره کرده‌اند.
علیرغم روابط اجتماعی عمیق بین جوامع بلوچستان و عمان تا چند قرن پیش و تا پیش از به قدرت رسیدن خاندان‌های آل یعرب و آل بوسعید هیچ گونه رابطه سیاسی بین دو جامعه وجود نداشته‌است.
آل یعرب بین سال‌های ۱۶۲۴ تا ۱۷۴۴ و آل بوسعید از ۱۷۴۴ تا کنون بر عمان حکومت کرده‌اند.
با روی کار آمدن آل یعرب، عمان نیروی دریایی قدرتمندی تشکیل‌داد که توانستند پرتغالی‌ها را از عمان، شبه جزیره هند و شرق آفریقا شکست دهند و بیرون برانند. پادشاهی عمان در مدت حکومت خاندان آل یعرب به حکومتی بدل شد که مرزهای آن در شرق تا کرانه‌های رود گنگ در هند امتداد یافته بود و جنوب بلوچستان نیز به عنوان مرکز تجاری و سیاسی این حکومت بدل شده بود. در نتیجه روابط سیاسی که بلوچ‌ها را به عمان وصل می‌کرد جمعیت بزرگی از بلوچ‌ها در این دوران به نیروهای نظامی سلطنت عمان پیوستند.
از سربازان بلوچ برای محافظت از بندرگاه‌ها و شهرهای عمان استفاده می‌شد. بلوچ‌ها همچنین نقش بسزایی در برپایی حکومت عمان در شرق آفریقا در عهد سلطنت سیف بن سلطان داشتند.
گشایش شهر ممباسا توسط فرمانده ارتش عمان «الجمادر شهداد بلوچ» اتفاق افتاد و همان‌طور که از نامش پیداست او از زمره افسرانی از ارتش عمان بود که اصالتی بلوچ داشت. سیف الدین بن سلطان نیز برای تقدیر از تلاش‌های الجمادر دادشاه، او را به فرمانروایی شهر مومباسا گماشت.
در بدو حکمرانی خاندان آل سعید، احمد بن سعید البوسعیدی با شورش‌های داخلی بسیاری رو به رو شد از جمله درگیری با «محمد بن سلیمان آل یعرب»؛ سید احمد نیز با درخواست کمک از فرمانروایان بلوچستان و سند توانست اغتشاشات داخلی را دفع کند.
در سال ۱۷۷۲ فرمانروای بلوچستان میر نصیر اول، شهر ساحلی مکران، گوادر، را به سلطان بن احمد بن سعید، سلطان عمان، هدیه کرد؛ بنابراین از این پس گوادر به بخشی از سلطنت عمان بدل شد و در همان سال «سیف بن علی» نیز به عنوان والی گوادر منصوب شد. «سیف بن علی» نیز بنای قلعه ای بزرگ را در این شهر نهاد و در نتیجه این اتفاقات نفوذ عمان در بلوچستان بیش از پیش افزایش یافت.
جهانگردان اروپایی که از عمان در طول سلطنت «سید سعید بن سلطان» بازدید کرده‌اند اشاره کرده‌اند که در طول این دوران بخش بزرگی از نیروهای نظامی عمان را بلوچ‌ها تشکیل می‌داده‌اند. جمعیت بلوچ‌های شهر مسقط در این زمان حدود ۲۰۰۰ نفر ذکر شده‌است.
سعید بن سلطان بن احمد بیش از هر پادشاه دیگری در تاریخ عمان به سربازان بلوچ برای تحکیم قدرت خود و همچنین دفع شورش‌های داخلی متکی بوده‌است؛ بنابراین او «دورا بن جمعه البلوشی» را به عنوان والی شهر مسقط و «اسماعیل البلوشی» را به عنوان فرماندهٔ قلعه سمائل گماشت. پس از درگذشت سعید بن سلطان در ۱۸۵۶ سلطنت عمان شروع به تجزیه شدن کرد. انقلاب‌ها و شورش‌ها بر روابط بین بلوچستان و عمان تأثیر بسزایی گذاشت و در نتیجه آن نفوذ عمان در بلوچستان کاهش یافت.

### افراد شناخته شده

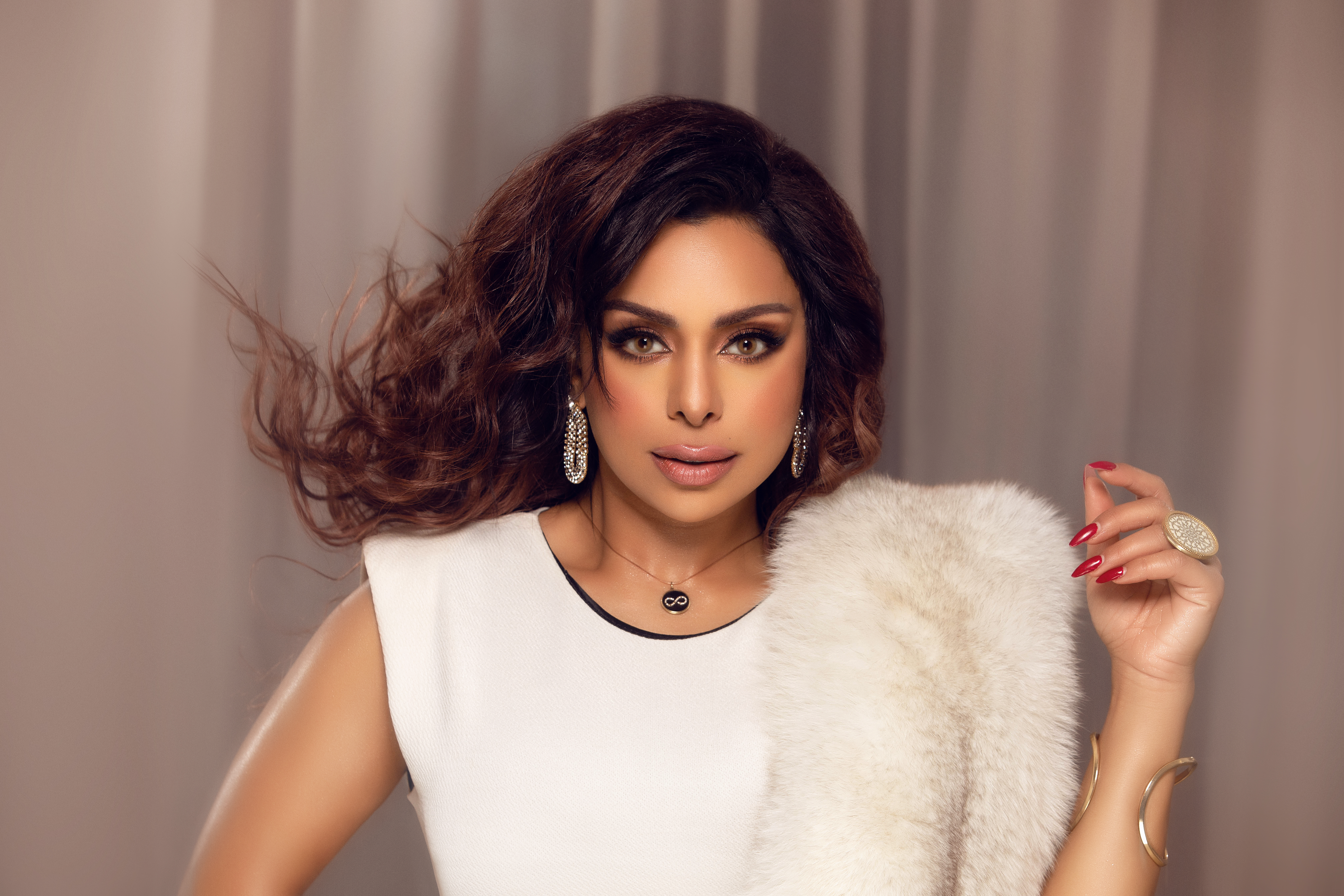
هند البلوشی

- محمد البلوشی (فوتبالیست)
- میمونه البلوشی (بازیگر)
- هیثم محمد رافی البلوشی (خواننده)
- هزاع البلوشی (قاری قرآن)
- زارا بلوچ (بازیگر)
- خلیل البلوشی (گزارشگر فوتبال)
- رشا البلوشی (بازیگر و مجری)
- محمد نور (بازیگر)

## بلوچ‌های امارات متحده عربی
مردم بلوچ ساکن کشورهای حوزه خلیج فارس و خصوصا بلوچ‌های ساکن امارات متحده عربی و عمان
از بزرگ‌ترین جوامع بلوچ‌های خارج از بلوچستان هستند.
بلوچ‌های ساکن امارات یکی از قدیمی‌ترین گروه‌های قومی مهاجر این کشور به‌شمار می‌آیند. طبق آمار جمعیت بلوچ‌های ساکن امارات در سال ۲۰۰۶ حدود ۱۰۰٬۰۰۰ نفر برآورد می‌شد اما تا سال ۲۰۱۴ جمعیت بلوچ‌های امارات رشد چشمگیری داشته‌است و هم‌اکنون طبق آخرین آمار ارائه شده در سال ۲۰۱۴ جمعیت آنها حدود ۵/۰۸٪ از کل جمعیت امارات
و بالغ بر ۴۶۸٬۰۰۰ نفر برآورد می‌شود. سابقه حضور بسیاری از بلوچ‌های ساکن در مناطق امیر نشین امارات به پیش از شکل‌گیری رسمی دو کشور پاکستان و امارات بازمی‌گردد. بنابراین تعداد زیادی از بلوچ‌ها که پیش از سال ۱۹۲۵ در این منطقه حضور داشته‌اند طبق قوانین اعطای حقوق شهروندی امارات مصوبه ۱۹۷۲ هم‌اکنون شهروند رسمی این کشور به حساب می‌آیند.
بلوچ‌ها حضور فعال و قابل توجهی در عرصه‌های مختلف سیاسی، نظامی و امور کشوری در جامعه امارات داشته و بعضاً در پست‌های حساس اداری، نظامی و سیاسی این کشور به کار گرفته شده‌اند.
به‌طور مثال جمعیت شایان ذکری از نیروهای نظامی امارات متحده عربی را بلوچ‌ها تشکیل می‌دهند.
همچنین در ۱۱ فوریه ۲۰۱۶ سارة یوسف الأمیری طی حکمی توسط محمد بن راشد آل مکتوم حاکم دبی و نخست‌وزیر امارات به عنوان یکی از ۹ وزیر زن کابینه دولت امارات و به عنوان وزیر علوم پیشرفته امارات انتخاب شد. ساره امیری اصالتاً بلوچ بوده و متعلق به منطقه لاشار است که هم‌اکنون در بلوچستان ایران واقع شده‌است.
ساره امیری علاوه بر پست وزیر علوم پیشرفته این کشور، ریاست تیم پروژه اکتشاف مریخ امارات و رئیس شورای دانشمندان این کشور را نیز بر عهده دارد. شورای دانشمندان امارات در سال ۲۰۱۶ تأسیس شده‌است.
از مجامع ادبی فعال زبان بلوچی در امارات متحده عربی می‌توان به مجمع ادبی «بلۏچی لبزانکی سرچمگ» اشاره کرد.
بلوچ‌ها غالباً در امارات متحده عربی نیز همچون سایر کشورهای عربی با نام فامیلی عمومی البلوشی شناخته می‌شوند.

### افراد شناخته شده
- حمید البلوشی (بازیگر)
- ساره امیری (دانشمند و سیاستمدار)
- عبدالحمید البلوشی (بازیگر)
- آمنه البلوشی (سیاستمدار)
- محمد جمعه البلوشی (فوتبالیست)
- علی سالمین البلوشی (فوتبالیست)
- عدنان حسین البلوشی (فوتبالیست)
- حسن علی ابراهیم البلوشی (فوتبالیست)
- عبدالله موسی البلوشی (فوتبالیست)
- احمد مراد البلوشی (فوتبالیست)

## بلوچ‌های کویت

### افراد شناخته شده
- مُنٰی البلوشی (بازیگر)
- مبارک گمشاد بلوچ (فوتبالیست)
- مرام البلوشی (خواننده و بازیگر)
- هند البلوشی (بازیگر)
- شیماء سلیمان (خواننده و بازیگر)
- امانی البلوشی (مجری)
- می البلوشی (بازیگر)
- عبدالله البلوشی (فوتبالیست)
- محمد البلوشی (خواننده)
- عبدالله البلوشی (بازیگر)
- احمد البلوشی (فوتبالیست)
- یوسف البلوشی (بازیگر)
- حمید البلوشی (بازیگر)
- ناصر البلوشی
- بدر البلوشی (بازیگر)

## بلوچ‌های تانزانیا

### افراد شناخته شده
- رستم عزیز (سیاستمدار و کارآفرین)

## بلوچ‌های ایالات متحده
- ملک سراج اکبر (روزنامه‌نگار)

## بلوچ های ترکمنستان
نوشتار اصلی:بلوچ‌های ترکمنستان
بلوچ‌های جمهوری ترکمنستان به ساکنان بلوچ‌تبار جمهوری ترکمنستان (شوروی سابق) گفته می‌شود.
اولین گروه‌های مهاجر بلوچی به روسیه در اواخر قرن نوزدهم و اوایل قرن بیستم از خراسان بزرگ به صورت دسته‌های کوچک به آسیای مرکزی مهاجرت کردند و در ماری ترکمنستان ساکن شدند.

## بلوچ‌های اروپا
جمعیت قابل توجهی از بلوچ‌ها در نروژ، سوئد و سایر کشورهای اروپایی ساکن هستند.
افراد سرشناس
رستم میرلاشاری